# Nicolaes van Hoorn
Nicolaes van Hoorn (Vlissingen, c. 1635 – 24 juni 1683, Isla Mujeres) was een Nederlands piraat.
Nicolaas of Klaas was betrokken bij de koopvaardij van 1655 tot 1659. Vervolgens kocht hij een schip van zijn gespaarde geld en met zijn bemanning werd hij de schrik van de zee. Hij was zo berucht dat men probeerde hem in te schakelen om klussen te klaren op zee. In 1666 kreeg hij opdracht van een Franse minister François-Michel le Tellier, Marquis de Louvois om Spaanse schepen aan te vallen. In Puerto Rico bood hij de gouverneur aan de Spaanse schepen te begeleiden, maar eenmaal buitengaats, viel hij de schepen aan en was in een klap rijk.
Een zoon van zijn broer Jacob, ook een Nicolaes van Hoorn’(1652-1734), reedde in 1677 een fregat uit om smokkel te bedrijven op de kust van West-Afrika. Ook in 1679 liet deze Van Hoorn slaven uit Afrika vervoeren naar Cádiz. In 1682 voeren twee schepen de haven van La Coruña binnen.
In 1682 kreeg hij de toestemming van Nicolas Porcio, de houder van het Asiento, om slaven in Zuid-Amerika te verhandelen. Hij plunderde de westkust van Afrika, mogelijk op plekken waar geen forten waren, om zich van slaven te voorzien.
Op 16 mei zeilden Laurens de Graaf en Van Hoorn de stad Veracruz binnen onder Spaanse vlag. De inwoners werden vier dagen lang in de kathedraal opgesloten; de vrouwen en meisjes werden gescheiden. De bezetting van de stad duurde twee weken, ca. tweehonderd gevangenen stierven staande.
Van Hoorn kwam aan zijn einde bij een duel tussen hem en De Graaf over de verdeling van de buit. Van Hoorn raakte gewond aan zijn arm. Door de afwezigheid van een chirurgijn, de extreme hitte en zijn voorkeur voor drank, maakte hij het niet lang meer.